# دیوید جونز (بازیکن فوتبال، زاده ۱۹۶۴)
دیوید جونز (انگلیسی: David Jones؛ زادهٔ ۳ ژوئیهٔ ۱۹۶۴) بازیکن فوتبال در پست مهاجم اهل انگلستان است.

## باشگاهی
از باشگاه‌هایی که در آن بازی کرده‌است می‌توان به باشگاه فوتبال دونکستر راورز، باشگاه فوتبال چلسی، باشگاه فوتبال لیتون اورینت، باشگاه فوتبال برنلی، باشگاه فوتبال بری و باشگاه فوتبال هال سیتی اشاره کرد.